# Premier sommet de la Communauté politique européenne
Le premier sommet de la Communauté politique européenne est un sommet international qui a lieu le 6 octobre 2022 au château de Prague, à Prague, en Tchéquie. Sommet inaugural de la Communauté politique européenne proposée par le président français Emmanuel Macron, il réunit 44 pays d'Europe dans le contexte de l'invasion russe en Ukraine.

## Objectifs
Le sommet avait pour objectifs déclarés :
- promouvoir le dialogue politique et la coopération pour faire face à des problématiques d'intérêt commun
- renforcer la sécurité, la stabilité et la prospérité du continent européen

## Programme
Le sommet s'est déroulé le 6 octobre 2022 d'après le programme suivant,:
- 12h00 : Arrivées et accueil
- 13h00 : Séance plénière d'ouverture
- 14h00 : Tables ronde sur la paix et la sécurité ou l'énergie, le climat et la situation économique
- 16h00 : rencontres bilatérales
- 19h30 : Séance plénière de clôture
- 21h45 : Conférence de presse

Le sommet a été suivi d'une réunion informelle du Conseil européen a également eu lieu le jour suivant au château de Prague.

## Participants

Pays invités au sommet

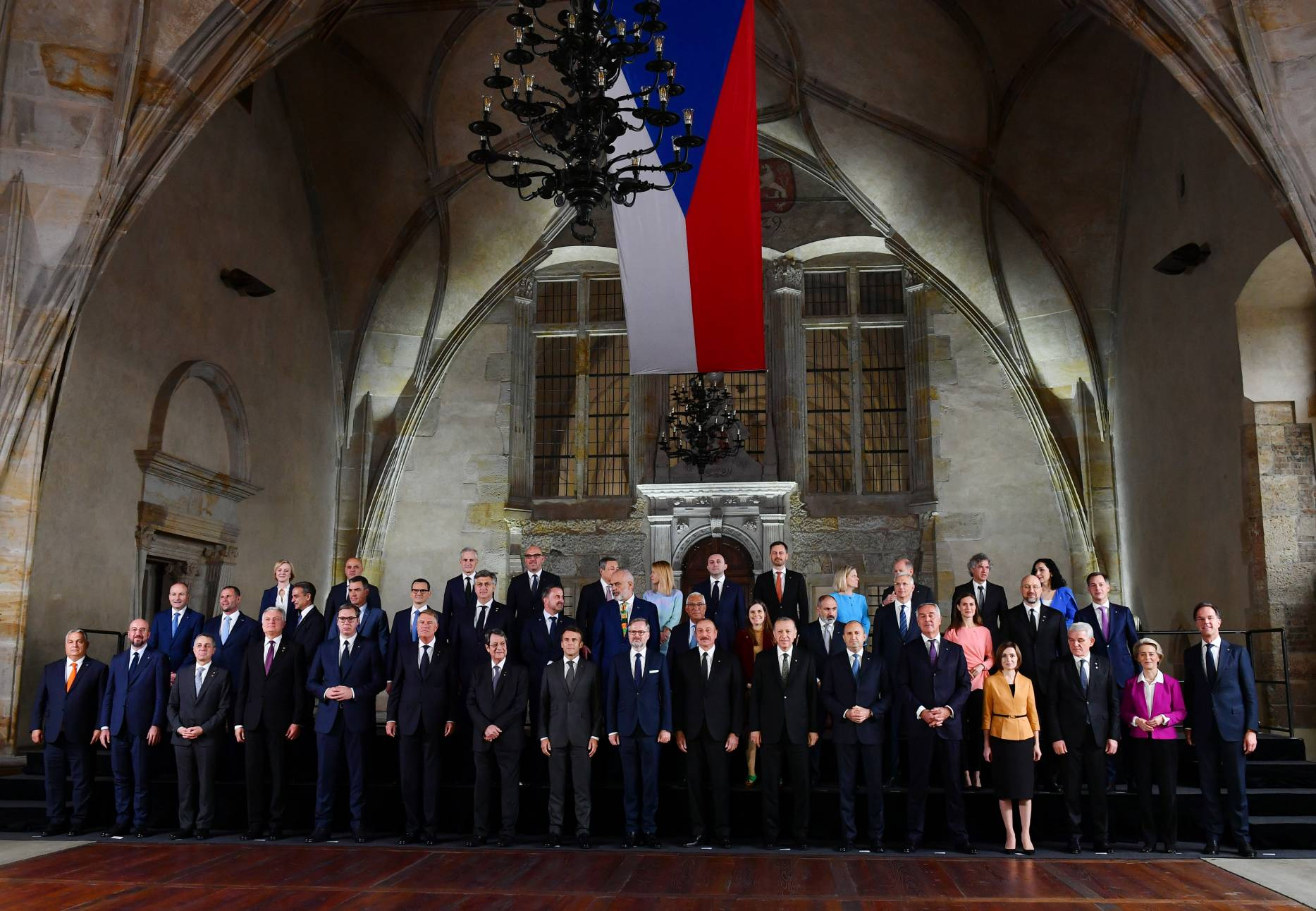
Photo de famille du 1er sommet de la Communauté politique européenne

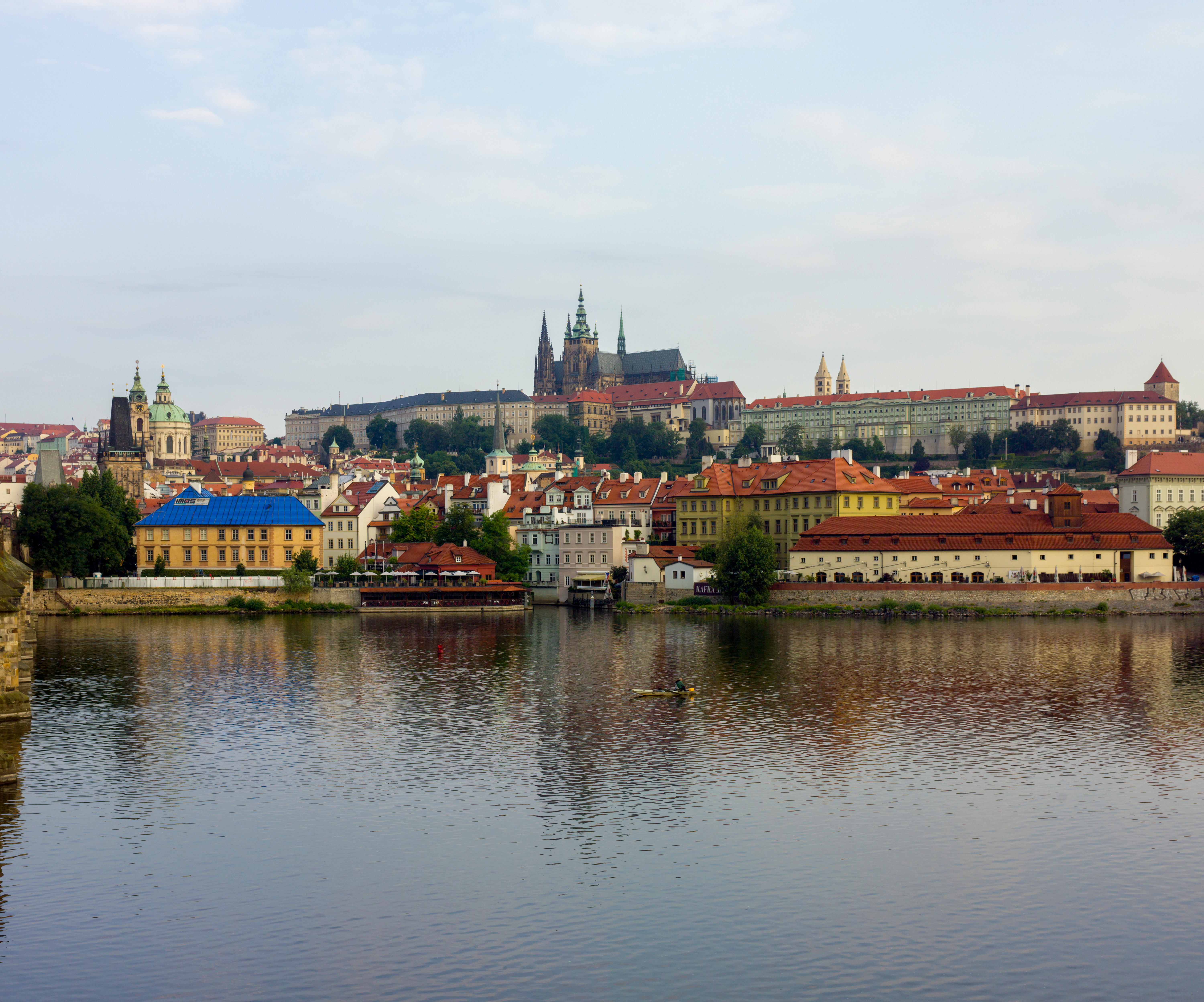
Le Château de Prague a accueilli le 1er sommet de la Communauté politique européenne

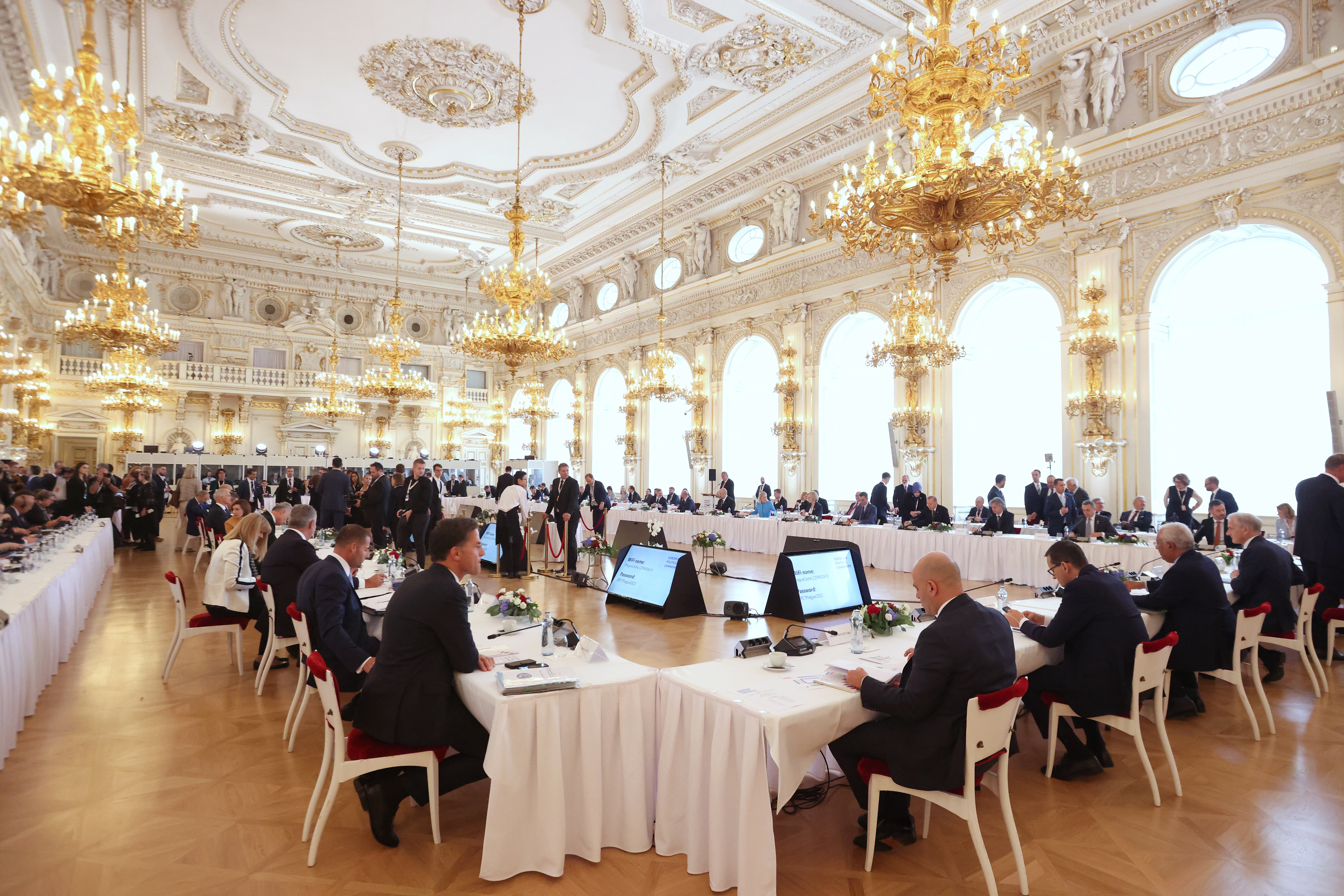
Séance plénière inaugurale

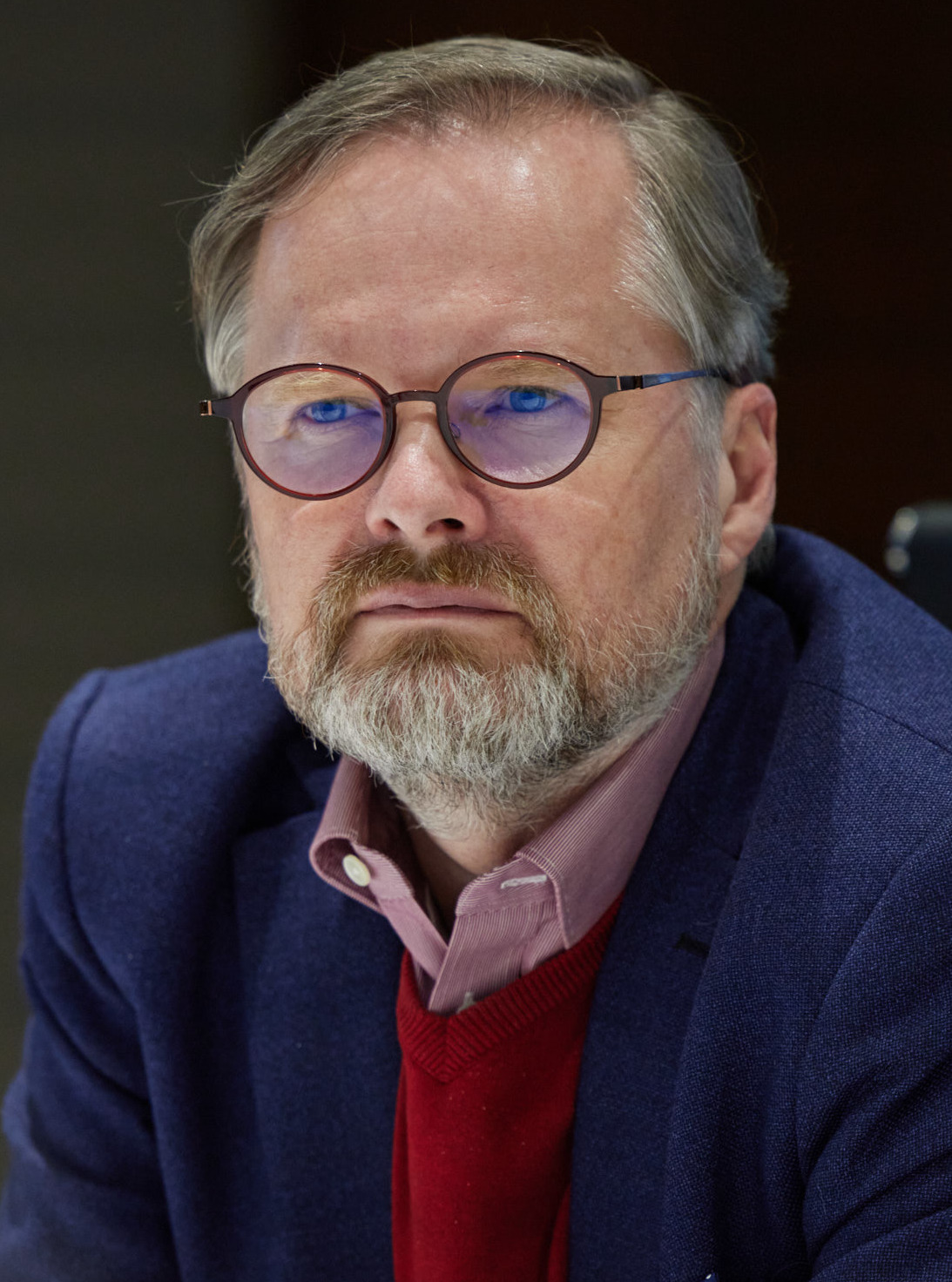
Le Président du gouvernement tchèque Petr Fiala préside le sommet

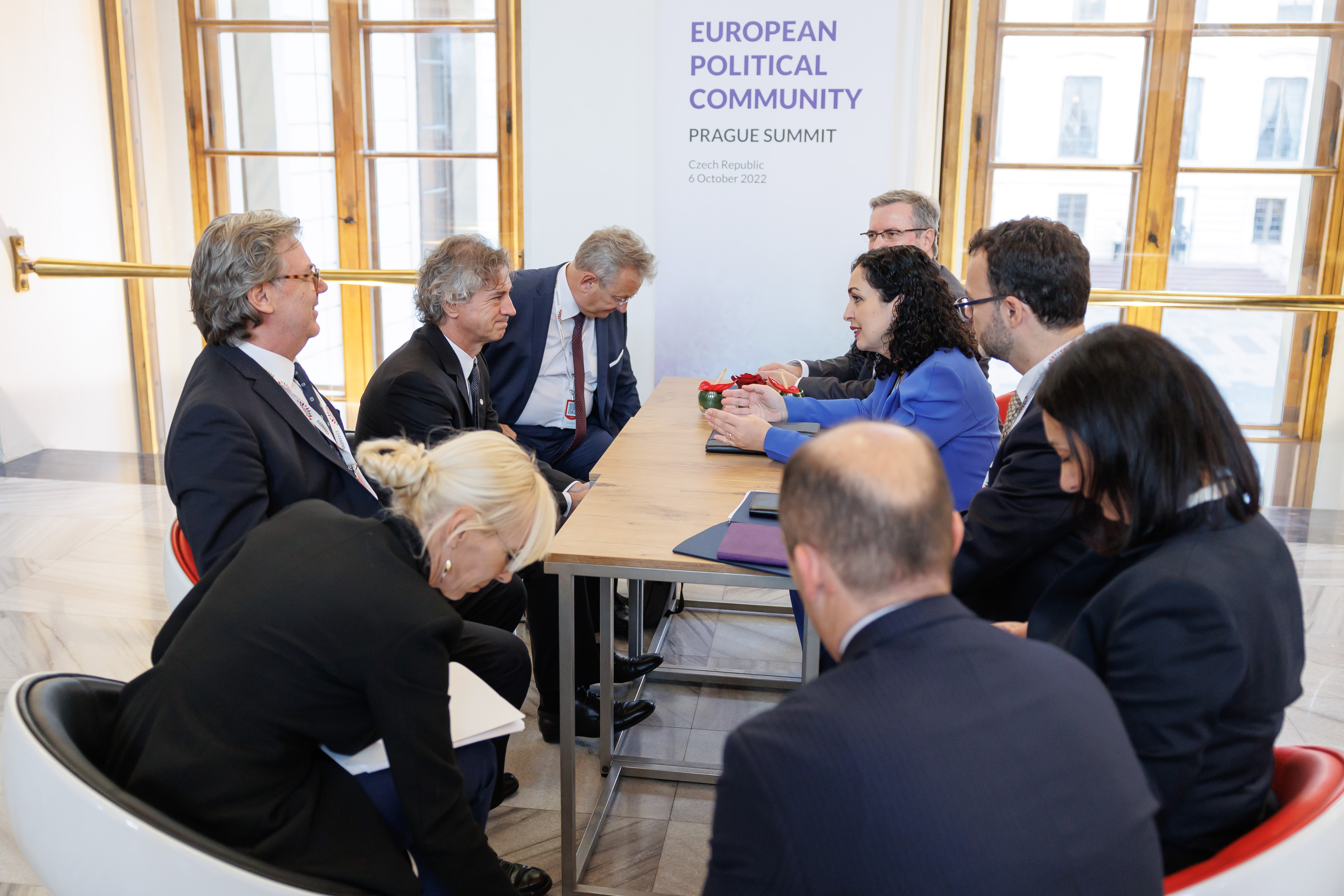
Rencontre bilatérale lors du sommet, ici la Présidente du Kosovo Vjosa Osmani et le Président du gouvernement slovène Robert Golob

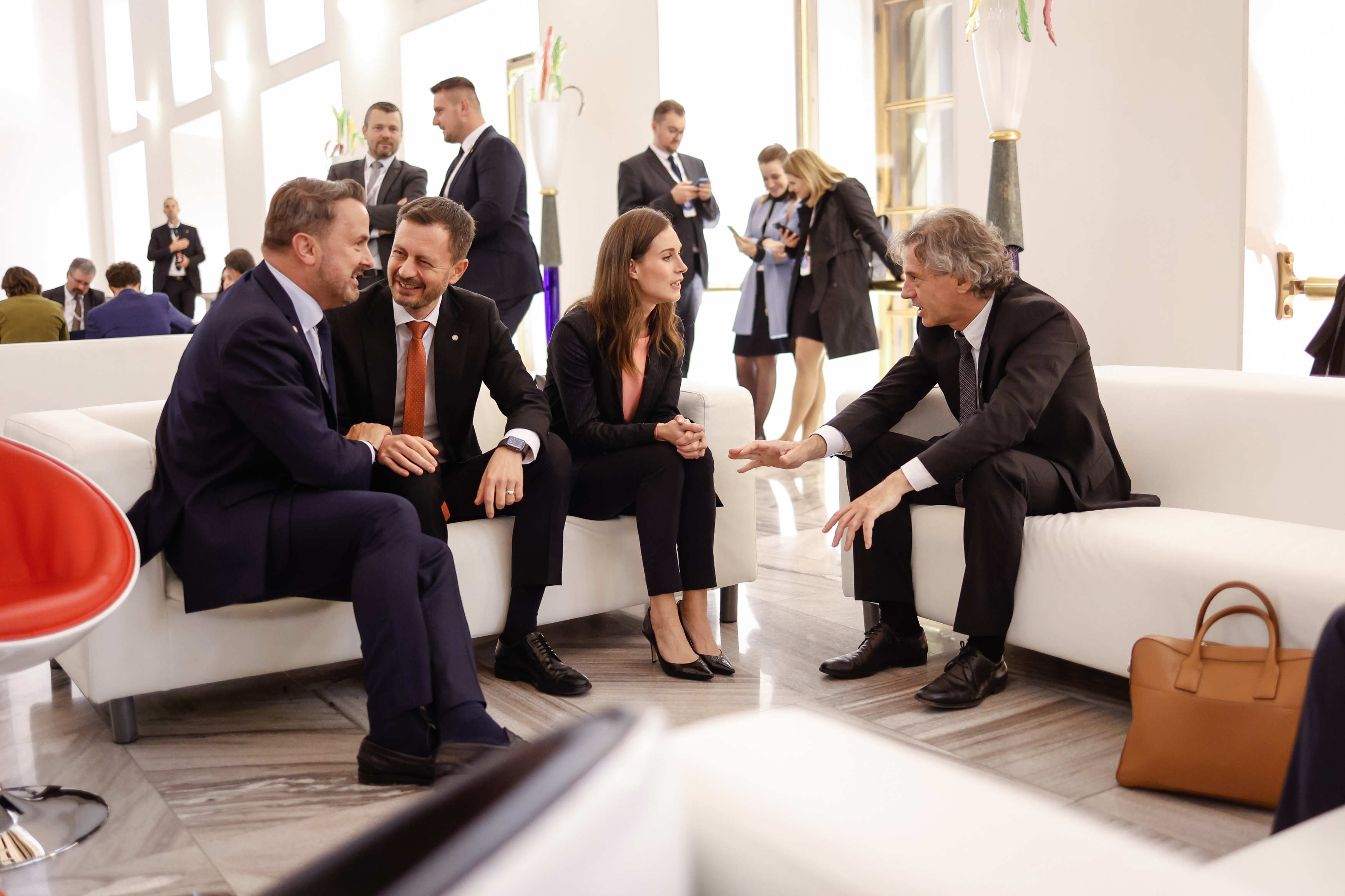
Discussion informelle entre (de gauche à droite) : Xavier Bettel (Luxembourg), Eduard Heger (Slovaquie), Sanna Marin (Finlande) et Robert Golob (Slovénie).

Les chefs d'États et de gouvernements suivant ont participé au sommet:
|  | Non membres de l'UE |

| Membre                           | Membre             | Représenté par                                         | Titre                                                                |
| -------------------------------- | ------------------ | ------------------------------------------------------ | -------------------------------------------------------------------- |
| Drapeau de l'Albanie             | Albanie            | Edi Rama                                               | Premier ministre                                                     |
| Drapeau de l'Arménie             | Arménie            | Nikol Pachinian                                        | Premier ministre                                                     |
| Drapeau de l'Autriche            | Autriche           | Karl Nehammer                                          | Chancelier fédéral                                                   |
| Drapeau de l'Azerbaïdjan         | Azerbaïdjan        | Ilham Aliyev                                           | Président                                                            |
| Drapeau de la Belgique           | Belgique           | Alexander De Croo                                      | Premier ministre                                                     |
| Drapeau de la Bosnie-Herzégovine | Bosnie-Herzégovine | Šefik Džaferović                                       | Président de la Présidence                                           |
| Drapeau de la Bulgarie           | Bulgarie           | Roumen Radev                                           | Président                                                            |
| Drapeau de la Croatie            | Croatie            | Andrej Plenković                                       | Premier ministre                                                     |
| Drapeau de Chypre                | Chypre             | Nicos Anastasiades                                     | Président                                                            |
| Drapeau de la Tchéquie           | République tchèque | Petr Fiala (hôte)                                      | Président du gouvernement                                            |
| Drapeau du Danemark              | Danemark           | Mette Frederiksen                                      | Première ministre                                                    |
| Drapeau de l'Estonie             | Estonie            | Kaja Kallas                                            | Première ministre                                                    |
| Drapeau de la Finlande           | Finlande           | Sanna Marin                                            | Première ministre                                                    |
| Drapeau de la France             | France             | Emmanuel Macron                                        | Président                                                            |
| Drapeau de la Géorgie            | Géorgie            | Irakli Garibachvili                                    | Premier ministre                                                     |
| Drapeau de l'Allemagne           | Allemand           | Olaf Scholz                                            | Chancelier fédéral                                                   |
| Drapeau de la Grèce              | Grèce              | Kyriakos Mitsotakis                                    | Premier ministre                                                     |
| Drapeau de la Hongrie            | Hongrie            | Viktor Orbán                                           | Premier ministre                                                     |
| Drapeau de l'Islande             | Islande            | Katrín Jakobsdóttir                                    | Première ministre                                                    |
| Drapeau de l'Irlande             | Ireland            | Micheál Martin                                         | Taoiseach                                                            |
| Drapeau de l'Italie              | Italie             | Mario Draghi                                           | Président du Conseil des ministres                                   |
| Drapeau du Kosovo                | Kosovo             | Vjosa Osmani                                           | Présidente                                                           |
| Drapeau de la Lettonie           | Lettonie           | Krišjānis Kariņš                                       | Premier ministre                                                     |
| Drapeau du Liechtenstein         | Liechtenstein      | Daniel Risch                                           | Chef du gouvernement                                                 |
| Drapeau de la Lituanie           | Lituanie           | Gitanas Nausėda                                        | Président                                                            |
| Drapeau du Luxembourg            | Luxembourg         | Xavier Bettel                                          | Premier ministre                                                     |
| Drapeau de Malte                 | Malte              | Robert Abela                                           | Premier ministre                                                     |
| Drapeau de la Moldavie           | Moldavie           | Maia Sandu                                             | Présidente                                                           |
| Drapeau du Monténégro            | Monténégro         | Milo Đukanović                                         | Président                                                            |
| Drapeau des Pays-Bas             | Pays-Bas           | Mark Rutte                                             | Premier ministre                                                     |
| Drapeau de la Macédoine du Nord  | Macédoine du Nord  | Dimitar Kovačevski                                     | Président du gouvernement                                            |
| Drapeau de la Norvège            | Norvège            | Jonas Gahr Støre                                       | Premier ministre                                                     |
| Drapeau de la Pologne            | Pologne            | Mateusz Morawiecki                                     | Président du Conseil des ministres                                   |
| Drapeau du Portugal              | Portugal           | António Costa                                          | Premier ministre                                                     |
| Drapeau de la Roumanie           | Roumanie           | Klaus Iohannis                                         | Président                                                            |
| Drapeau de la Serbie             | Serbie             | Aleksandar Vučić                                       | Président                                                            |
| Drapeau de la Slovaquie          | Slovaquie          | Eduard Heger                                           | Président du gouvernement                                            |
| Drapeau de la Slovénie           | Slovénie           | Robert Golob                                           | Président du gouvernement                                            |
| Drapeau de l'Espagne             | Espagne            | Pedro Sánchez                                          | Président du gouvernement                                            |
| Drapeau de la Suède              | Suède              | Magdalena Andersson                                    | Première ministre                                                    |
| Drapeau de la Suisse             | Suisse             | Ignazio Cassis                                         | Président de la Confédération                                        |
| Drapeau de la Turquie            | Turquie            | Recep Tayyip Erdoğan                                   | Président                                                            |
| Drapeau de l'Ukraine             | Ukraine            | Volodymyr Zelensky (par visioconférence) Denys Chmyhal | Président Premier ministre                                           |
| Drapeau du Royaume-Uni           | Royaume-Uni        | Liz Truss                                              | Première ministre                                                    |
| Drapeau de l’Union européenne    | Union européenne   | Charles Michel Ursula von der Leyen                    | Président du Conseil européen Présidente de la Commission européenne |

## Résultats

### Prochains sommets
Selon un communiqué de presse publié après de le sommet, les discussions ont principalement portées sur la sécurité, la Guerre d'Ukraine, et la crise énergétique en cours en Europe. Il a été convenu que la sommet suivant aura lieu au printemps 2023 en Moldavie et concernerait les infrastructures critiques telles que les gazoducs, oléoducs, câbles, et satellites artificiels, la lutte contre les cyberattaques, la création d'un fond de soutien à l'Ukraine, la création d'une politique énérgétique commune et paneuropéenne, et le renforcement des échanges universitaires.

### Relations entre l'Arménie et l'Azerbaïdjan
Lors du sommet, le Premier ministre d'Arménie, Nikol Pachinian et le Président de l'Azerbaïdjan, Ilham Aliyev se sont rencontrés pour tenter de mettre fin au long conflit du Haut-Karabagh et le récent conflit frontalier entre l'Arménie et l'Azerbaïdjan. À la suite de cette rencontre, les deux parties ont réaffirmées leur engagement à respecter la Charte des Nations unies et des Accords d'Alma-Ata, à travers desquels chacune à reconnue l'Intégrité territoriale et la souveraineté de l'autre. Elles ont également accepté le déploiement d'une mission civile de l'Union européenne du côté arménien de leur frontière commune, pour une période de deux mois, à partir d'octobre 2022, afin de restaurer la confiance et contribuer à une délimitation de la frontière,. Cette mission a conduit au déploiement de la plus longue Mission de l'Union européenne en Arménie.

### Royaume-Uni
Lors du sommet, le Royaume-Uni a accepté de s'impliquer à nouveau dans la Coopération énergétique des mers du Nord, qu'il avait quitté en janvier 2020,,. Au cours d'un événement parallel, la Première ministre Liz Truss s'est engagée a rejoindre la Coopération structurée permanente et son programme de mobilité militaire,,. Le sommet a également permis un raffermissement des relations entre la Royaume-Uni et la France. Durant une rencontre bilatérale, Liz Truss et le Président français Emmanuel Macron ont réaffirmés les liens forts et historiques entre les deux pays, et sont convenus de tenir un sommet bilatéral en 2023,. Avant le sommet, Liz Truss avait déclaré que « le jury avait rendu son verdict » pour savoir si Macron était un ami ou un ennemi, pendant le sommet en revanche, elle a appelé Macron un ami.

### Politique commune relative à la jeunesse
Lors du sommet, les représentants de l'Albanie, de la Serbie et de l'Irlande ont suggérés l'idée d'avoir une politique universitaire bien plus intégrée au niveau du continent.

## See also
- Intégration européenne
- Conseil de l'Europe

## References
1. ↑  (en) « Informal meeting of heads of state or government, Prague, 6–7 October 2022 », sur www.consilium.europa.eu (consulté le 8 septembre 2022)
2. ↑  « Invitation letter by President Charles Michel to the members of the European Council ahead of Prague leaders meetings on 6 and 7 October 2022 », sur www.consilium.europa.eu
3. ↑  « More than 40 European Leaders to Meet at Prague Castle | Government of the Czech Republic », sur www.vlada.cz
4. ↑  HikmetHajiyev, « European Political Community - Prague Summit, 6 October 2022. #EPC », sur Twitter, 6 octobre 2022
5. ↑  Rikard Jozwiak, « What Did the First Meeting of the European Political Community Actually Achieve? », Radio Free Europe/Radio Liberty,‎ 7 octobre 2022 (lire en ligne)
6. ↑  « Statement following quadrilateral meeting between President Aliyev, Prime Minister Pashinyan, President Macron and President Michel, 6 October 2022 », sur www.consilium.europa.eu
7. ↑  « Leaders Of Armenia, Azerbaijan Agree To Civilian EU Mission Along Border », Radio Free Europe/Radio Liberty,‎ 6 octobre 2022 (lire en ligne)
8. ↑  Milica Delevic, « Friends with benefits: How the European Political Community can further European integration – European Council on Foreign Relations », 16 décembre 2022
9. ↑  « The North Seas Energy Cooperation », sur energy.ec.europa.eu
10. ↑  « UK signs agreement on offshore renewable energy cooperation », sur GOV.UK
11. ↑  (en) « UK-Europe relations finally head in the right direction », sur Chatham House – International Affairs Think Tank, 24 janvier 2023 (consulté le 15 février 2023)
12. 1 2  Christian Turner, « The European Political Community is born – now what? », sur UK in a changing Europe, 14 octobre 2022
13. ↑  « The European Political Community in a Global Context », sur ICDS, 10 janvier 2023
14. ↑  « UK-France Joint Statement: 6 October 2022 », sur GOV.UK
15. ↑  (en-GB) Jennifer Rankin, « Truss calls Macron a 'friend' as she attends summit of European leaders », The Guardian,‎ 6 octobre 2022 (ISSN 0261-3077, lire en ligne, consulté le 15 février 2023)
16. ↑  « Future cooperation of the European Political Community », sur eesc.europa.eu, 29 mars 2023 (consulté le 8 avril 2023)

## External links
- Meeting of the European Political Community, 6 October 2022
- Post-Summit Media Briefings